# 美国语言 (书籍)
美国语言（英語：The American Language）是由美国的新闻编辑、评论家和讽刺作家亨利·路易斯·孟肯（Henry Louis Mencken）所撰写的一本关于美式英语的书籍。首次刊行于1919年。
孟肯撰写本书的灵感来自華盛頓哥倫比亞特區的「黑人俚语」，并受到他最喜歡的作家之一的馬克·吐溫以及他在巴爾的摩街頭上的經歷所啟發。
在1902年，孟肯在他所撰写的《巴尔的摩太阳报》的专栏中提出了自己的发现，「一些俚语开始在美国诸州流行」，他认为应该撰写一部「有关美式英语语法」的书。
孟肯試圖在諾亞·韋伯斯特的傳統思想中保衛住「美國腔」，以對抗那些认为美语是英语的错误用法的英國批評家們。他反驳了那些批評家以及美語「學者」所謂的規範文法。同样地，孟肯也不认同塞繆尔·詹森在其编写的字典中關於語言獨立演變的說法。
孟肯在這本共374頁的書中討論了「美語（美式英語）」的变化、变化的開端、這些变化的普及、美式名稱與俚語等。根據孟肯的說法，美式英語比正统英文更為多彩多姿、傳神以及富有創造力。
以孟肯自己的标准来看，這本書賣得非常好——在最初兩個月裡一共賣掉了1400本。同时，這本書也受到了读者的好评。
但是，斯圖亞特·謝爾曼也批評了这本书。
孟肯又因为在接下來的幾十年裡，語言學論文数量的不断暴增而将此书重新印刷发行了一次。
目前，与這本書有关的研究材料都收藏在馬里蘭州巴爾的摩的伊諾克·普雷特圖書館中。